# Liste vorromanischer Bauwerke in Asturien

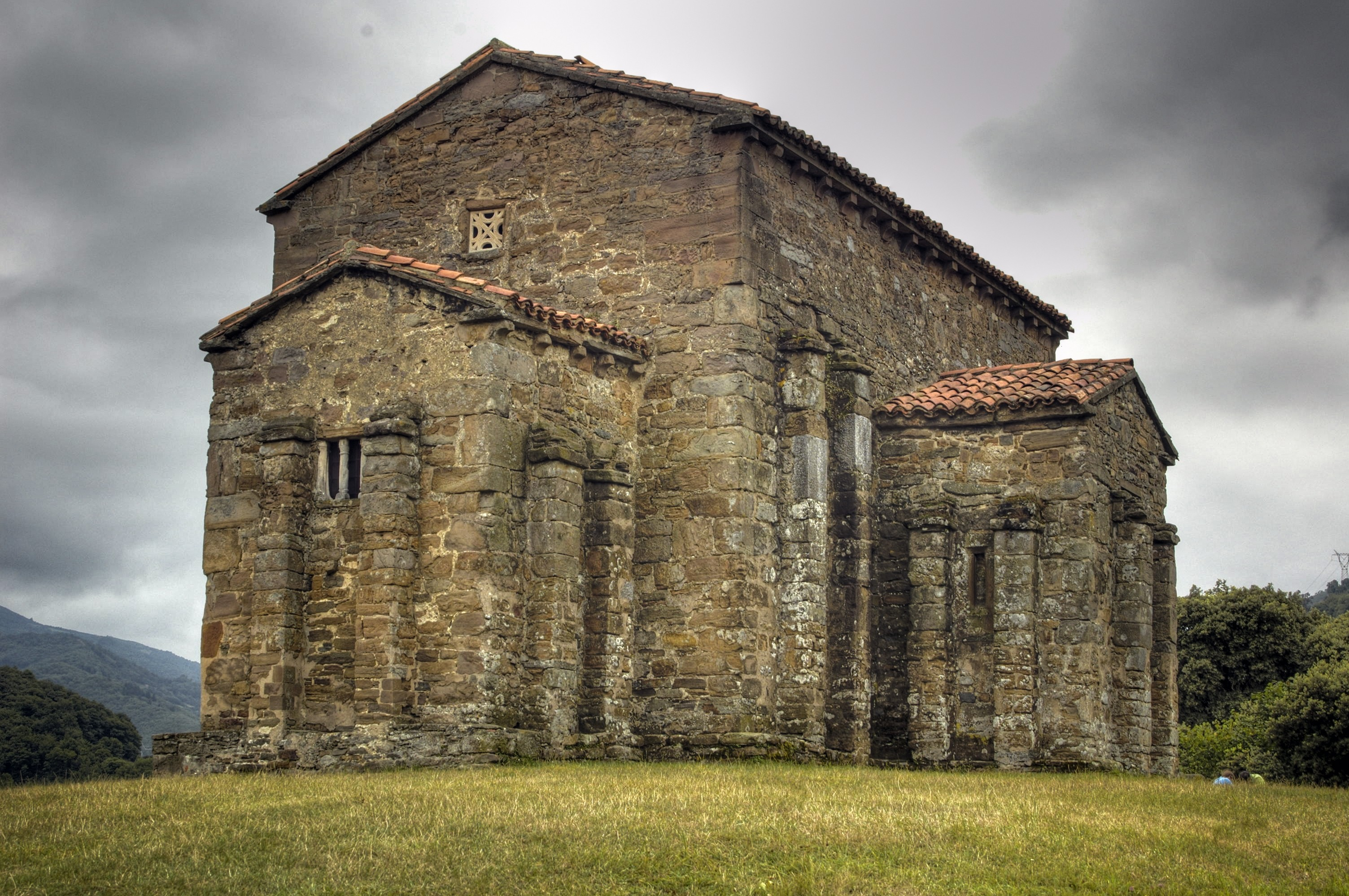
Die Kirche Santa Cristina de Lena

Dies ist eine Liste vorromanischer Bauwerke in Asturien. Asturien ist eine historische Region und Autonome Gemeinschaft im Nordwesten Spaniens.

## Liste
| Bild                            | Name                      | Ort                      | Funktion                 | Erbaut | Status | Bemerkung                       |
| ------------------------------- | ------------------------- | ------------------------ | ------------------------ | ------ | ------ | ------------------------------- |
| Außenansicht                    | Cámara Santa              | In Kathedrale von Oviedo | Ursprungsfunktion unklar |        |        | seit 1998 UNESCO-Weltkulturerbe |
|                                 | La Foncalada              | Oviedo                   | Brunnenhaus              |        |        | seit 1998 UNESCO-Weltkulturerbe |
| Westfassade mit Vorhalle        | San Julián de los Prados  | Oviedo                   | Kirche                   |        |        | seit 1998 UNESCO-Weltkulturerbe |
| Außenansicht                    | San Miguel de Lillo       | Bei Oviedo               | Palastkapelle            |        |        | seit 1985 UNESCO-Weltkulturerbe |
| Außenansicht                    | San Pedro de Nora         | Bei Oviedo               | Kirche                   |        |        |                                 |
| Außenansicht                    | San Pedro de Teverga      | Bei La Plaza             | Kollegiatkirche          |        |        |                                 |
| Gesamtansicht von Süden         | San Salvador de Priesca   | Bei Villaviciosa         | Kirche                   |        |        |                                 |
| Westfassade                     | San Salvador de Valdediós | Bei Villaviciosa         | Kirche                   |        |        |                                 |
| Ostfassade mit Drillingsfenster | San Tirso                 | Oviedo                   | Kirche                   |        |        |                                 |
| Innenansicht mit Chorschranke   | Santa Cristina de Lena    | Bei Pola de Lena         | Kirche                   |        |        | seit 1985 UNESCO-Weltkulturerbe |
| Gesamtansicht mit Glockenturm   | Santa María de Bendones   | Bei Oviedo               | Kirche                   |        |        |                                 |
| Santa María del Naranco         | Santa María del Naranco   | Bei Oviedo               | Belvedere                |        |        | seit 1985 UNESCO-Weltkulturerbe |
| Innenansicht                    | Santiago de Gobiendes     | Bei Colunga              | Kirche                   |        |        |                                 |
| Außenansicht                    | Santianes de Pravia       | Bei Pravia               | Kirche                   |        |        |                                 |
| Außenansicht                    | Santo Adriano de Tuñón    | Santo Adriano            | Abteikirche              |        |        |                                 |